# Leptochilus hermon
Leptochilus hermon är en stekelart som beskrevs av Gusenleitner 1972. Leptochilus hermon ingår i släktet Leptochilus och familjen Eumenidae. Inga underarter finns listade i Catalogue of Life.